# Jezioro Czernikowskie
Jezioro Czernikowskie (niem. Zernickower See) – jezioro w Polsce, położone w województwie zachodniopomorskim, na Pojezierzu Myśliborskim, na zachodnim krańcu osady Czerników. Położone jest w obniżeniu terenu pomiędzy bezleśnymi wzniesieniami. W rejonie północnym brzegi są wysokie i strome. Wzdłuż skarp rozciąga się szeroka, zadrzewiona platforma nadbrzeżna. Przebieg linii brzegowej jest nieregularny, występują niewielkie zatoczki.

## Dane morfometryczne
Powierzchnia zwierciadła wody według różnych źródeł wynosi od 67,2 ha przez 71,34 ha do 72,5 ha.
Zwierciadło wody położone jest na wysokości 61,8 m n.p.m. lub 62,3 m n.p.m. Średnia głębokość jeziora wynosi 5,9 m, natomiast głębokość maksymalna 11,2 m.
Długość wynosi 1300 m, maksymalna szerokość do 900 m. Wody jeziora zaliczono do III klasy czystości (według programu SOJJ obowiązującego do roku 2006). Zaliczane jest do typu sandaczowego. Misa jeziorna ma kształt zbliżony do trójkąta równoramiennego, o podstawie zwróconej w kierunku północnym.
Zlewnia całkowita Jeziora Czernikowskiego o powierzchni 5,8 km² jest jednocześnie jego zlewnią bezpośrednią. Obszar ten stanowi zlewnię cząstkową jednego z dopływów Jeziora Myśliborskiego. Jezioro Czernikowskie nie posiada dopływów powierzchniowych. Odpływ wód następuje w kierunku północnym, do Jeziora Golenickie-Dobropolskie.